# Ракетные обстрелы Израиля со стороны Ирака (1991)
Ракетные обстрелы Израиля Ираком (1991) были произведены по приказу иракского президента Саддама Хуссейна на фоне военной операции международной коалиции против Ирака, незадолго до этого оккупировавшего Кувейт. Израиль не принимал участия в войне, и целью иракских обстрелов считается развал коалиции (включавшей в себя много арабских стран) путём провоцирования Израиля на ответный удар.

## Предыстория
После ирано-иракской войны (1980—1988) одним из крупнейших кредиторов Ирака был Кувейт; государство не согласилось списать иракские долги, а также удовлетворить территориальные претензии на два острова. Иракский президент Саддам Хуссейн принял решение о захвате Кувейта, осуществив его 1 августа 1990 года. 
Стремясь разрушить сформированную против него коалицию международных сил, Саддам Хуссейн объявил, будто его целью является не столько оккупация Кувейта, сколько «освобождение» Палестины. Он провозгласил «джихад» против США и Израиля и заявил о связи между конфликтом Ирака с западными странами и отступлением Израиля с «оккупированных территорий». Он сообщил, что его армия, в случае нападения сил коалиции на Ирак, атакует Израиль.
17 января 1991 года коалиция начала военную операцию по освобождению Кувейта.

## Ход обстрелов
Через сутки после начала войны Саддам Хуссейн осуществил свою угрозу атаковать Израиль, использовав советские баллистические ракеты Р-11 («Скад», согласно классификации НАТО). Обстрелы продолжались до 25 февраля. В общей сложности иракская армия выпустила по Израилю 39 ракет «Скад». 
Переданные Израилю американские батареи противоракет Patriot сбили многие из выпущенных ракет, но уже в конце траектории их полёта, вследствие чего горящие обломки ракет падали на израильские населённые пункты.
В Израиле опасались, что Ирак применит химическое оружие, которое ранее применял во время ирано-иракской войны; израильтянам заранее раздавались противогазы.
Каждый обстрел иракскими «скадами» сопровождался сиреной воздушной тревоги и объявлениями, которые делал глава пресс-службы ЦАХАЛа Нахман Шай; граждан каждый раз призывали надеть противогазы. Иногда это происходило дважды за ночь.

## Результаты
В результате попадания ракеты 1 человек погиб; ещё 12 умерли по различным причинам, связанным с обстрелами, в основном из-за сердечных приступов и ошибок при использовании противогазов. Свыше 200 человек было ранено. Более 4000 единиц жилья получили повреждения.